# Large Professor

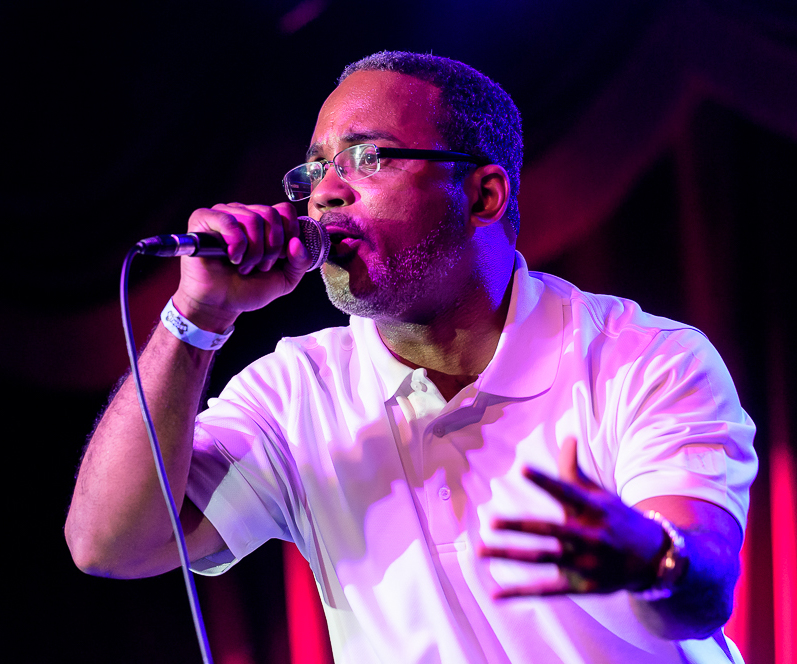
Large Professor (2016)

Large Professor (* 21. März 1972 als William Paul Mitchell) ist ein US-amerikanischer Hip-Hop-Produzent und MC aus Queens, New York City. Er ist vor allem bekannt als Mitglied der Gruppe Main Source aus den späten 1980er bis 1990er Jahren, und als Produzent des Debütalbums Illmatic des Rappers Nas, das unter Kennern als Klassiker bezeichnet wird.
Sein erstes Solo-Album The LP stellte Large Professor 1995 fertig, jedoch wurde es erst im Jahr 2002 veröffentlicht. Des Weiteren veröffentlicht er im selben Jahr das Album First Class mit vollkommen neuem Material. Das Album wurde nicht massentauglich und erzielte schlechte Verkaufszahlen, womit es in Kritik geriet. Auf dem Album waren unter anderem Nas, Busta Rhymes und Q-Tip vertreten.

## Diskografie
Alben

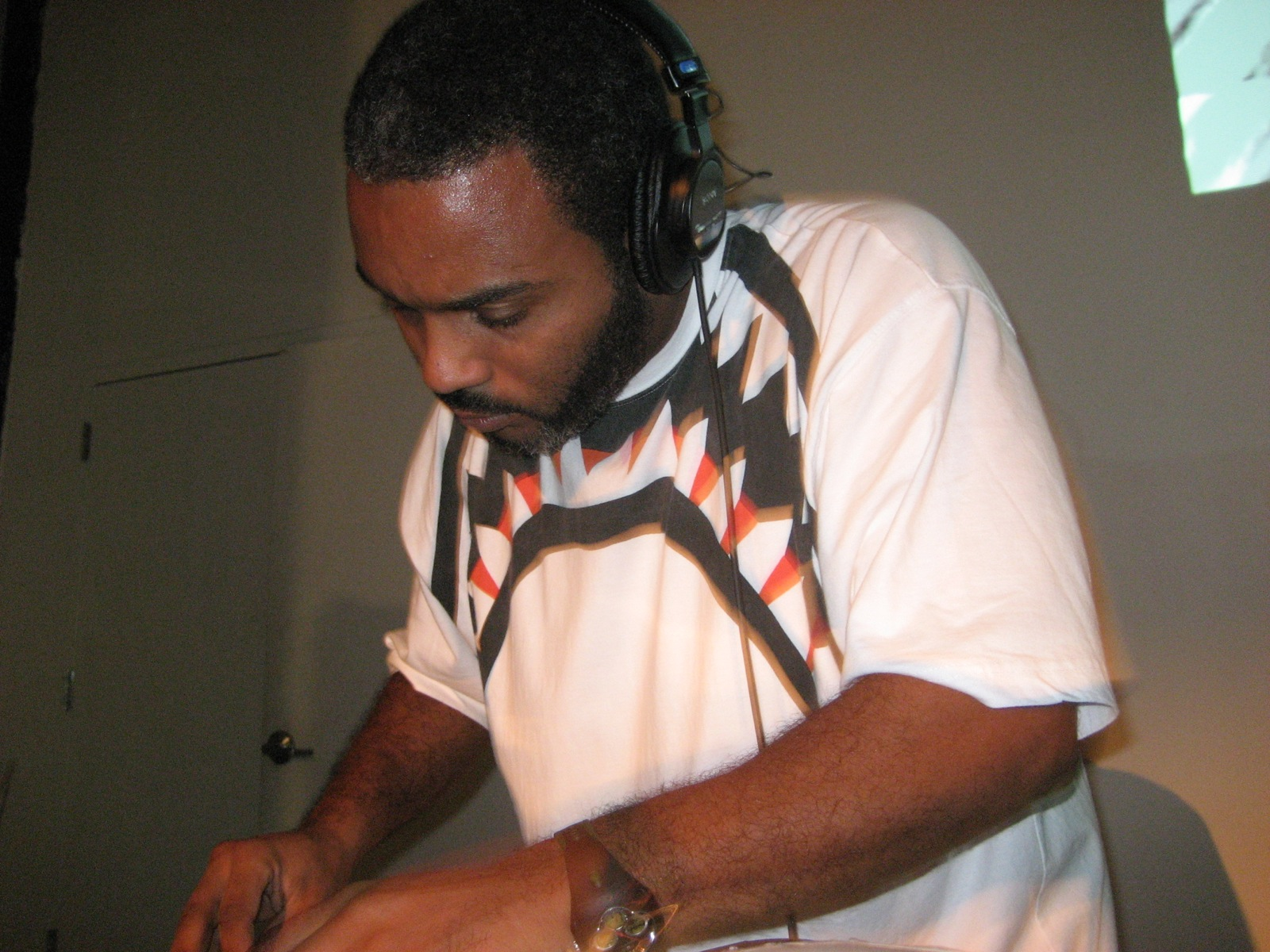
Large Professor (2007)

- 1991: Breaking Atoms (mit Main Source)
- 1996: The LP
- 2002: 1st Class
- 2008: Main Source
- 2012: Professor @ Large
- 2015: Re:Living